# Herb Trimpe
Herbert Trimpe, all'anagrafe Herb Trimpe (Peekskill, 26 maggio 1939 – 13 aprile 2015), è stato un fumettista statunitense, conosciuto soprattutto per il suo lavoro nella serie The Incredible Hulk e per essere stato il disegnatore della prima apparizione di Wolverine.

## Biografia

### Gli inizi
Herb Trimpe nacque e trascorse la sua infanzia a Peekskill, nello stato di New York dove si è diplomato alla Lakeland High School. Trimpe si recò in seguito a New York per tre anni per frequentare la School of Visual Arts. Lì iniziò a disegnare sfondi come assistente di Tom Gill alla Dell Comics, occupandosi prevalentemente di fumetti di argomento western, adattamenti di libri e film come Viaggio al centro della Terra.
Trimpe si arruolò poi nella United States Air Force, dove rimase per quattro anni, compreso uno di servizio in Vietnam. Dopo il congedo, nell'ottobre del 1966 apprese che il suo ex compagno di classe John Verpoorten stava lavorando alla Marvel Comics e che quest'ultima stava assumendo dei freelance. Trimpe si unì così allo staff della Marvel nel 1967 dove rimarrà fino al 1996. Dopo aver inchiostrato alcuni lavori, fece il suo debutto come disegnatore con due numeri di Kid Colt, Outlaw (134-135, maggio e giugno 1967). Poco tempo dopo, Trimpe e l'autore Gary Friedrich crearono il personaggio dell'aviatore della prima guerra mondiale Phantom Eagle nel numero 16 della serie Marvel Super-Heroes (settembre 1968).

### Hulk e la Silver Age
Negli anni sessanta, durante il periodo conosciuto come Silver Age, a Trimpe fu affidato quello che sarebbe stato il suo personaggio principale: Hulk. Iniziando come rifinitore dei disegni di Marie Severin in The Incredible Hulk 106 (agosto 1968), continuò a disegnare il personaggio per un periodo praticamente ininterrotto di più di sette anni fino al numero 142 (agosto 1971), riprendendo poi dal 145 al 193 (novembre 1971 - novembre 1975). Inoltre Trimpe disegnò le copertine di cinque Annual (1969, 1971-72, 1976-77, intitolati King-Size Special! The Incredible Hulk eccetto il numero 4 intitolato The Incredible Hulk Special) e disegnò e inchiostrò la storia di 39 pagine di The Incredible Hulk Annual 12 (agosto 1983).
Trimpe disegnò per un anno la serie The Defenders (69 - 81, marzo 1979 - marzo 1980), un supergruppo in cui militava sempre Hulk. Disegnò una copertina raffigurante lo stesso Hulk di un numero di Rolling Stone in cui era presente un articolo sulla Marvel.
L'artista ricorderà in un'intervista del 2002 i suoi inizi difficili col personaggio che gli diede la celebrità:

### Gli altri lavori per la Marvel
Come disegnatore fisso della Marvel, Trimpe lavorò a quasi tutti i personaggi principali, compreso Capitan America (Captain America 184, 291), Fantastici Quattro (Fantastic Four Annual 25–26, 1982–1983; Fantastic Four Unlimited 1–12, marzo 1993–dicembre 1995), Iron Man (Iron Man 39, 82–85, e 93–94 negli anni settanta e altri numeri occasionali), Ka-Zar (Astonishing Tales 7–8, agosto e ottobre 1971), Nick Fury (Nick Fury, Agent of S.H.I.E.L.D. 13–15, luglio-novembre 1969 e 16–19, ottobre 1990–gennaio 1991), Thor (Thor Annual 15–16, 1990–1991), Capitan Bretagna (Captain Britain 1–10), Ant-Man (Marvel Feature 4–6), Killraven (Amazing Adventures 20–24, 33), Machine Man, Rawhide Kid, Uomo Ragno e molti altri come disegnatore regolare di Marvel Team-Up 106–118 (giugno 1981–luglio 1982) e Marvel Team-Up Annual 3–4 (1980–1981).
Tra la fine degli anni '70 e gli anni ottanta, il lavoro di Trimpe comprese anche adattamenti di film come Godzilla e Indiana Jones oltre che a serie derivate da giocattoli come Shogun Warriors, G.I. Joe e i Transformers. Trimpe disegnò tutti i 24 numeri della serie Godzilla tranne il 4 e il 5 (agosto 1977–luglio 1979); 6 numeri di The Further Adventures of Indiana Jones (scrivendo anche i testi degli ultimi due); G.I. Joe 1 (luglio 1982) e altri; quasi l'intera serie spin-off
G.I. Joe Special Missions (1986–1989); tre numeri della miniserie di quattro G.I. Joe: The Order of Battle (1986–1987); tutti i 20 numeri di Shogun Warriors; infine tre numeri di The Transformers.
Trimpe, in un'intervista del 1977 descrisse i termini del suo lavoro per la Marvel:

### Fine carriera
Quando a metà degli anni novanta la Marvel entrò in crisi finanziaria, Trimpe tornò all'Università per ottenere il Bachelor e la laurea magistrale alla State University of New York at New Paltz. Subito dopo insegnò arte alla Eldred Central School per due anni. Dal 2007 Trimpe ha vissuto nella valle dell'Hudson di New York e ha lavorato occasionalmente per qualche progetto, come i disegni di Bureau of Paranormal Research and Defense (agosto 2008) per la Dark Horse Comics, o il ritorno al suo carattere simbolo disegnando la storia di otto pagine The Death and Life of the Abomination in King-Size Hulk 1 (luglio 2008).
È scomparso nel 2015 all'età di 75 anni.

## Premi
- Candidatura allo "Shazam Award" come miglior inchiostratore (sezione umoristica) del 1973
- Premio "Umanitario dell'anno" al San Diego Comic-Con International del 2002
- "Inkpot Award" del 2002.